# Konomi Kai
Konomi Kai (japanisch 甲斐 好美 Kai Konomi; * 10. Juli 1993 in Kawagoe) ist eine ehemalige japanische Leichtathletin, die sich auf den Weitsprung spezialisiert hat.

## Sportliche Laufbahn
Erste internationale Erfahrungen sammelte Konomi Kai im Jahr 2015, als sie bei den Asienmeisterschaften in Wuhan mit 6,06 m den achten Platz im Weitsprung belegte. Im Jahr darauf brachte sie bei den Hallenweltmeisterschaften in Portland keinen gültigen Versuch zustande und im August schied sie bei den Olympischen Sommerspielen in Rio de Janeiro mit 5,87 m in der Qualifikationsrunde aus. 2021 bestritt sie ihre letzte Wettkampfsaison und beendete daraufhin ihre aktive sportliche Karriere im Alter von 28 Jahren.